# Clematis actinostemmatifolia
Clematis actinostemmatifolia är en ranunkelväxtart som beskrevs av Wen Tsai Wang. Clematis actinostemmatifolia ingår i släktet klematisar, och familjen ranunkelväxter. Inga underarter finns listade i Catalogue of Life.